# Грабовский, Дмитрий Николаевич
Дмитрий Николаевич Грабовский (укр. Дмитро Грабовський; 30 сентября 1985, Симферополь, Украинская ССР — 23 января 2017, Арад, Южный округ, Израиль) — украинский велогонщик. Добился крупных успехов в юношеских соревнованиях, но, перейдя в профессионалы, не показал достойных результатов из-за недисциплинированности.

## Карьера
В 2002 году стал чемпионом Европы в командном преследовании, где они вместе с партнёрами обошли немцев на 0,09 секунды. Через год он выиграл этот титул уже в скрэтче. В том же сезоне он стал призёром мировых юниорских чемпионатов в гонке по очкам и разделке. В 2004 год он стал чемпионом Европы в командном преследовании, на этот раз среди «андеров». В следующем году выиграл разделку молодёжного чемпионата Европы. Осенью он уступил только Михаилу Игнатьеву в молодёжной разделке чемпионата мира и выиграл менее подходящую ему групповую гонку. 
В 2006 году участвовал в десятках итальянских шоссейных велогонках, где зачастую добирался до подиума. На Джиро делле Реджони он выиграл 3 этапа и общий зачёт, а на Джиробио уступил всего 5 секунд победителю, Дарио Катальдо. Также защитил молодёжный титул чемпиона Европы, хотя в аналогичной дисциплине национального первенства уступил полминуты Александру Сурутковичу.
В 2007 году подписал контракт с Quick Step-Innergetic, но за два сезона в бельгийской команде сумел записать в актив только подиум украинского чемпионата. Виной тому была как травма спины, полученная в ДТП, так и чрезмерное употребление алкоголя. Перед сезоном 2009 года Индустриальный союз Донбасса создал свою велокоманду, куда был приглашён и Грабовский. Он стартовал на Джиро д’Италия и снова взял медаль в разделке национального чемпионата, но этим его достижения того года ограничились. Весной 2010 года украинец выиграл горный зачёт Тиррено — Адриатико за счёт работы в отрыве на 1-м этапе. В мае он разбился на тренировке, что завершило его сезон. Зимой ИСД прекратил финансирование команды и стал спонсором Lampre. затем перешёл в её континентальную команду и в январе стартовал на трековых соревнованиях в Крылатском. Однако затем он покинул команду и исчез из поля зрения СМИ.
В 2015 году принял израильское гражданство. 